# Steven Adler
Steven Adler (* jako Michael Coletti; 22. ledna 1965, Cleveland, Ohio) je americký bubeník. V letech 1985–1990 působil v rockové kapele Guns N' Roses, odkud byl v roce 1990 vyhozen, neboť kvůli drogové závislosti nebyl schopen dokončit nahrávání desek Use Your Illusion I a Use Your Illusion II. V kapele jej poté nahradil Matt Sorum, ex-bubeník kapely The Cult. V devadesátých letech pokračovaly jeho problémy se závislostí na heroinu, které vyústily až v mozkovou mrtvici, která poškodila jeho levou část tváře a mluvu. V současnosti se své závislosti zbavil a hrál na bicí v kapele Adler's Appetites níž absolvoval i světové turné. V roce 2011 založil novou kapelu Adler se členy skupiny Lynam a L.A. Guns, s kapelou pak vydal v roce 2012 album Back From the Dead. V roce 2010 byl jedním z hudebníků kteří se podíleli na Slashově solo albu Slash.

## Život
Steven Adler se narodil jako Michael Coletti v Clevelandu v Ohiu italsko-americkému otci Michaelu Colettimu a židovsko-americké matce Deanně. Po odchodu otce od rodiny se matka s dětmi přestěhovala do Los Angeles v Kalifornii. Adler byl při narození pojmenován po svém otci, ale jeho matka mu jméno změnila na Steven, když se vrátila k rodičům, protože židovské pojmenovávací zvyklosti zakazují dávat dětem jména žijících příbuzných. Přijal příjmení svého nevlastního otce poté, co se jeho matka provdala za Melvina Adlera, který adoptoval její dvě nejstarší děti (včetně Stevena). Má jednoho staršího bratra Kennyho a mladšího nevlastního bratra Jamieho. Adler vyrůstal v San Fernando Valley až do třinácti let, kdy byl kvůli špatnému chování poslán k prarodičům do Hollywoodu. Během docházky na základní školu Bancroft Junior High School se Adler spřátelil se Saulem Hudsonem, později známým jako Slash; potkali se, když měl Adler nehodu na skateboardu a Slash mu přispěchal na pomoc. Po deváté třídě se Adler vrátil do domu svých rodičů ve Valley, kde dokončil střední školu, během které se naučil hrát na bicí.
Po návratu do Hollywoodu v roce 1983 Adler absolvoval konkurz do skupiny London, která byla stálicí na Sunset Stripu. Když konkurz nebyl úspěšný, založil kapelu Road Crew—pojmenovanou podle písně skupiny Motörhead "(We Are) The Road Crew"—se svým dětským přítelem Slashem. V novinách zveřejnili inzerát s hledáním baskytaristy, na který odpověděl Duff McKagan. Vyzkoušeli několik zpěváků, včetně někdejšího vokalisty Black Flag Rona Reyese, a pracovali na materiálu, který zahrnoval hlavní riff pozdější písně Guns N' Roses „Rocket Queen“. Slash kapelu následující rok rozpustil kvůli neschopnosti najít vhodného hlavního zpěváka a také kvůli Adlerově lenosti ve srovnání s ním a McKaganem. Adler pak krátce působil v místní kapele Hollywood Rose, v níž zpíval Axl Rose a hrál kytarista Izzy Stradlin (který krátce poté odešel).

### Guns N' Roses
V červnu 1985 se Steven Adler připojil ke skupině Guns N' Roses, kterou nově založili Axl Rose, Izzy Stradlin a členové kapely L.A. Guns – Tracii Guns, Ole Beich a Rob Gardner. Poté, co původní bubeník Gardner odešel, Adler a Slash doplnili svého bývalého kolegu z Road Crew Duffa McKagana (který se přidal už v březnu 1985), čímž se ustálila slavná klasická sestava GN'R. Kapela začala vystupovat v nočních klubech jako Whisky a Go Go, The Roxy a The Troubadour a během let 1985 a 1986 dělala předskokany větším kapelám. Po zájmu několika velkých nahrávacích společností podepsali v březnu 1986 smlouvu s Geffen Records.
V červenci 1987 vyšlo debutové album Appetite for Destruction, které se prodalo ve více než 30 milionech kopií po celém světě, z toho 18 milionů v USA, což z něj činí nejprodávanější debutové album všech dob ve Spojených státech. V prosinci, během turné s Alice Cooperem, si Adler při opilecké potyčce zlomil ruku, když udeřil do lampy. Na několik koncertů ho nahradil Fred Coury z kapely Cinderella. V listopadu 1988 vydali Guns N' Roses album G N' R Lies, které se v USA prodalo v počtu přes 5 milionů kopií, ačkoliv obsahovalo pouze osm skladeb, z toho čtyři z předchozího EP Live ?!*@ Like a Suicide.
V lednu 1989 chyběl Adler při vystoupení na předávání American Music Awards; za bicí usedl Don Henley. Oficiálně se tvrdilo, že chybí kvůli chřipce, později ale vyšlo najevo, že v té době nastoupil na odvykací léčbu. V říjnu téhož roku během koncertu, kde GN'R předskakovali Rolling Stones, Axl Rose varoval, že kapelu opustí, pokud někteří členové nepřestanou „tančit s panem Brownstonem“ – což byl odkaz na stejnojmennou píseň o heroinu. Adler byl mezi těmi, kdo slíbili, že se dají dohromady, ale s drogami bojoval dál.
Začátkem roku 1990 byl kvůli užívání drog dočasně vyhozen, ale po podpisu smlouvy, v níž se zavázal s drogami skoncovat, byl znovu přijat. Když ale kapela začala nahrávat píseň Civil War, Adler už nebyl schopen kvůli své závislosti hrát – podle vlastních slov skladbu zkoušel „20, možná 30krát“. Jeho bicí part musel být následně výrazně sestříhán, aby k němu ostatní mohli vůbec nahrávat. Problémy ve studiu přetrvávaly, což vedlo k opakovanému rušení nahrávacích sezení, a tak byl Adler oficiálně propuštěn z Guns N' Roses 11. července 1990. Jeho poslední koncert s kapelou proběhl 7. dubna na Farm Aid IV.
Izzy Stradlin, který odešel z kapely v listopadu 1991, později uvedl, že výměna Adlera za Matta Soruma z kapely The Cult zásadně ovlivnila zvuk GN'R. V reakci na poznámku, že se skupina změnila z rock'n'rollové na heavy metalovou, Stradlin řekl:
„Jo, velký hudební rozdíl. … Ty skladby byly napsané s tím, že je hraje Steven, a jeho smysl pro swing dával písním ten správný tah. Když to zmizelo, bylo to… neuvěřitelné, divné. Nic nefungovalo. Byl bych radši pokračoval se Stevenem, ale měli jsme dvouletou pauzu a už jsme nemohli dál čekat.“

### Odchod z Guns N' Roses
Z kapely byl v roce 1990 vyhozen kvůli drogové závislosti, nebyl schopen dokončit nahrávání desek Use Your Illusion I a Use Your Illusion II. Poslední písní co s kapelou nahrál (dokonce až na pošedesáté) byla ve studiu Civil War (ta se také s jeho bicími dostala na album) poslední písní co hrál s kapelou živě byla na festivalu Farm Aid IV píseň ´´Down on the Farm´´ kterou pak kapela vydala na album The Spaghetti Incident? kde ji ale hrál již Adlerův náhradník Matt Sorum. Album také odkazuje právě na Adlera který spolu s Rosem po sobě kdysi na jedné akci házeli špagety.

### Road Crew, BulletBoys a vlastní projekty
Po odchodu z GN´R v roce 1991 oživil zhruba na rok kapelu Road Crew kterou kdysi měl se Slashem, spolu se členy skupiny Vain.
V letech 1997–1998 hrál na bicí v kapele BulletBoys.
V roce 2003 založil kapelu Suki Jones, později známou jako Adler's Appetite. S kapelou vystupovali jako hosté dokonce i ex-pistolníci Slash či Gilby Clarke. Kapela vydala 2 EP.
Roku 2011 založil novou kapelu Adler se členy skupiny Lynam, s kapelou pak vydal v roce 2012 album Back From the Dead a v současnosti pracuje na další desce která měla vyjít už roku 2016.

### Návrat do Guns N' Roses
Při příležitosti uvedení kapely do Rock and Roll Hall of Fame v roce 2012 se vrátil do kapely, ale jen se Slashem, Duffem, Mattem Sorumem a nenominovaným nicméně se také účastnícím se – Gilbym Clarkem. Axl Rose, Izzy Stradlin a Dizzy Reed se akce účastnit odmítli, nicméně Axl a Dizzy účast zvážili. Zpěv tak nakonec obstaral Myles Kennedy z Alter Bridge a Slashovy kapely SMKC.
V roce 2016 uvedl že měl zájem se do kapely vrátit i za horších podmínek než měli Axl Rose, Slash a Duff McKagan (na rozdíl od Izzyho Stradlina) ale po poranění zad mu právě McKagan řekl že s ním nepočítají. Nakonec Adler s kapelou občas vystupuje (poprvé s Axlem od roku 1990, se zbytkem kapely od vstupu do Rock N' Rollové síně slávy v roce 2012) a hrává s ní písně z alba Appetite for Destruction Out ta Get me a My Michelle.

## Diskografie

### Solo
- Live Rock 'N Roll (2006)

### Guns N' Roses
- Live ?!*@ Like a Suicide (EP, 1986)
- Appetite for Destruction (1987)
- Guns N' Roses (EP, 1988)
- G N' R Lies (1988)
- Use Your Illusion II (1991) – pouze skladba Civil War
- The "Civil War" EP (EP, 1993)
- Live Era '87–'93 (1999)
- Greatest Hits (2004)
- Appetite for Destruction: Locked N' Loaded (2018)

### Adler's Appetite
- Adler's Appetite (EP, 2005)
- Alive (EP, 2011)

### Adler Z'Nuff
- Adler Z'Nuff (EP, 2010)

### Adler
- Back from the Dead (2012)

### Vain
- Enough Rope (2011) – skladby 5, 11

### Chip Z'Nuff
- Strange Time (2015)
- Perfectly Imperfect (2022)